# Tsuneko Okazaki

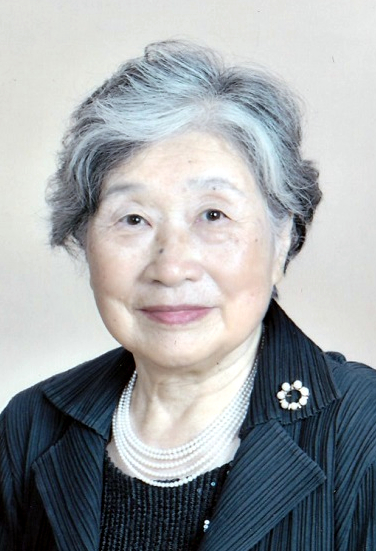
Tsuneko Okazaki

Tsuneko Okazaki (japanisch 岡崎 恒子, Okazaki Tsuneko; * 7. Juni 1933), auch als Tuneko Okazaki geschrieben, ist eine japanische Molekularbiologin, die durch die Entdeckung und Erforschung der Okazaki-Fragmente gemeinsam mit ihrem Mann Reiji Okazaki bekannt wurde.

## Leben
Tsuneko Okazaki immatrikulierte 1952 an der Universität Nagoya, wo sie 1956 den Bachelor erhielt. In ihrem vierten Studienjahr traf sie Reiji Okazaki, den sie im Mai 1956 heiratete. Nachdem sie 1958 den Master erhalten hatte, wurde sie Doktorandin. 1960 erhielten sie und ihr Mann ein Fulbright-Stipendium an der University of Washington und wechselten dann zur Stanford University. Nach ihrer Rückkehr 1963 wurde sie promoviert und erhielt 1965 eine Assistenzstelle an ihrer Alma Mater. Nach Publikationen über erste Hinweise auf die später nach ihnen benannten Okazaki-Fragmente wurde sie an die Kansas State University als Gastassistenzprofessorin geladen, wo sie von 1967 bis 1968 forschte. 1976 wurde sie Assistenzprofessorin an der Universität Nagoya und 1983 ordentliche Professorin. Nachdem sie die Universität 1997 verlassen hatte, wurde sie Professorin am Sōgō Ikagaku Kenkyūjo (engl. Institute for Comprehensive Medical Science) der privaten Fujita Hoken Eisei Daigaku (engl. Fujita Health University).

## Auszeichnungen
Tsuneko Okazaki erhielt den Chūnichi-Kulturpreis der Zeitung Chūnichi Shimbun, den UNESCO-L’Oréal-Preis, sowie die japanische Ehrenmedaille am Violetten Band. 2015 wurde sie als Person mit besonderen kulturellen Verdiensten geehrt und 2021 mit dem Kulturorden ausgezeichnet.